# Herbert Schallenberg
Herbert Erwin Joseph Anton von Schallenberg (em alemão:  Herbert Graf von Schallenberg) (29 de março de 1901 - 26 de março de 1974), oficialmente conhecido como Herbert Schallenberg a partir de 1919, foi um conde austro-húngaro, advogado, diplomata e industrial. Ele foi o cônsul-geral austríaco em Praga na década de 1930.
Nascido em Viena como membro da nobre família austro-húngara Schallenberg, era pai do diplomata Wolfgang Schallenberg e avô do chanceler da Áustria, Alexander Schallenberg.